# ويليام هيرندون
ويليام هيرندون (بالإنجليزية: William Herndon (lawyer))‏ (و. 1818 – 1891 م) هو محام، وسياسي من الولايات المتحدة الأمريكية ولد في غرينسبورج.
وهو عضو في الحزب الجمهوري .

## روابط خارجية
- ويليام هيرندون على موقع الموسوعة البريطانية (الإنجليزية)